# Heinz Sausele

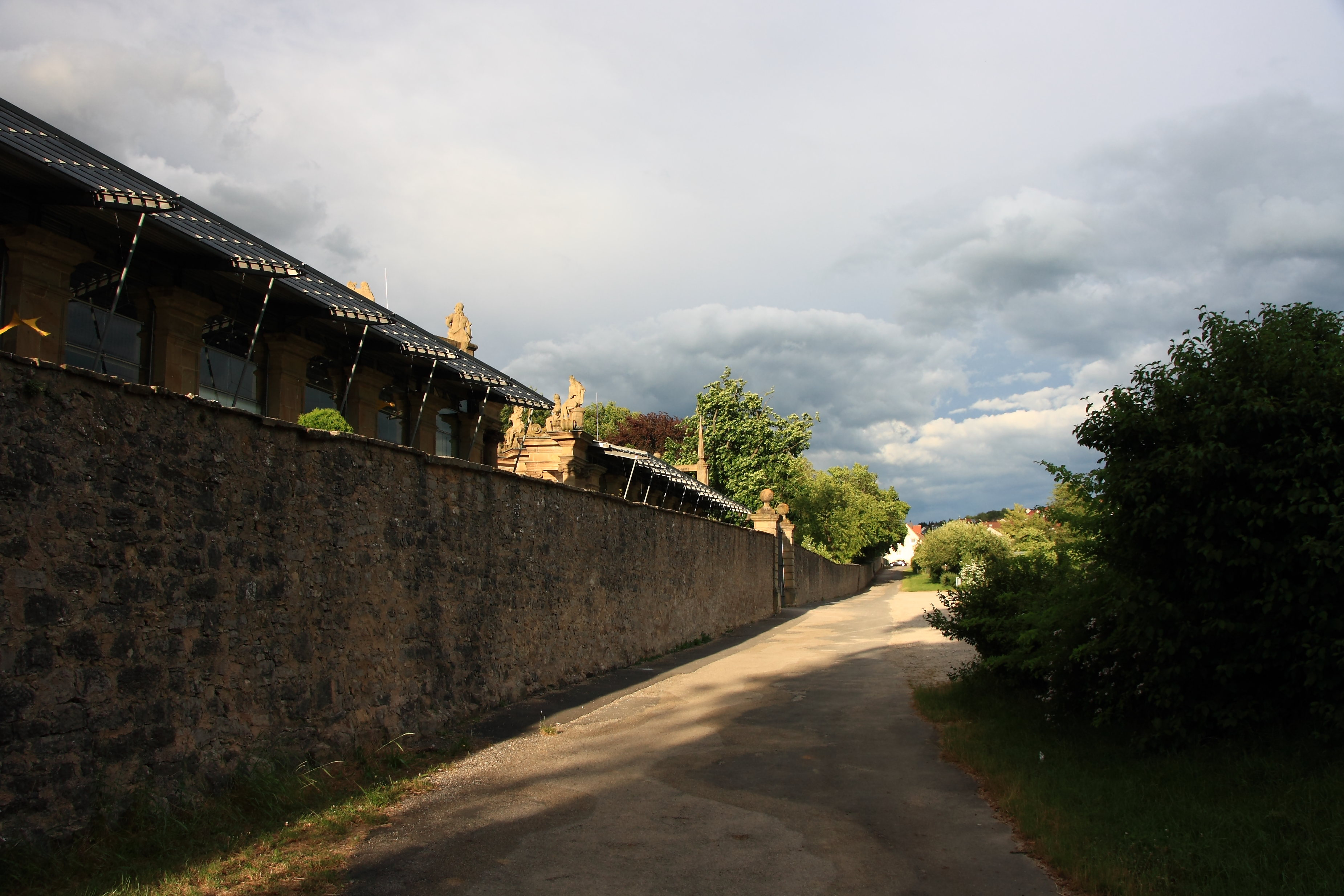
Sein Geburtsort gab diesem Weg entlang der Langen Mauer an der Südseite des Schlossparks den Namen Heinz-Sausele-Weg

Heinz Sausele, auch Heinz von der Tauber (* 6. Januar 1862 in Weikersheim; † 11. August 1938 in Schwäbisch Hall), war ein tauberfränkisch-hohenlohischer Heimatdichter, Lyriker, Lehrer und Volkstumsforscher.

## Leben und Werk

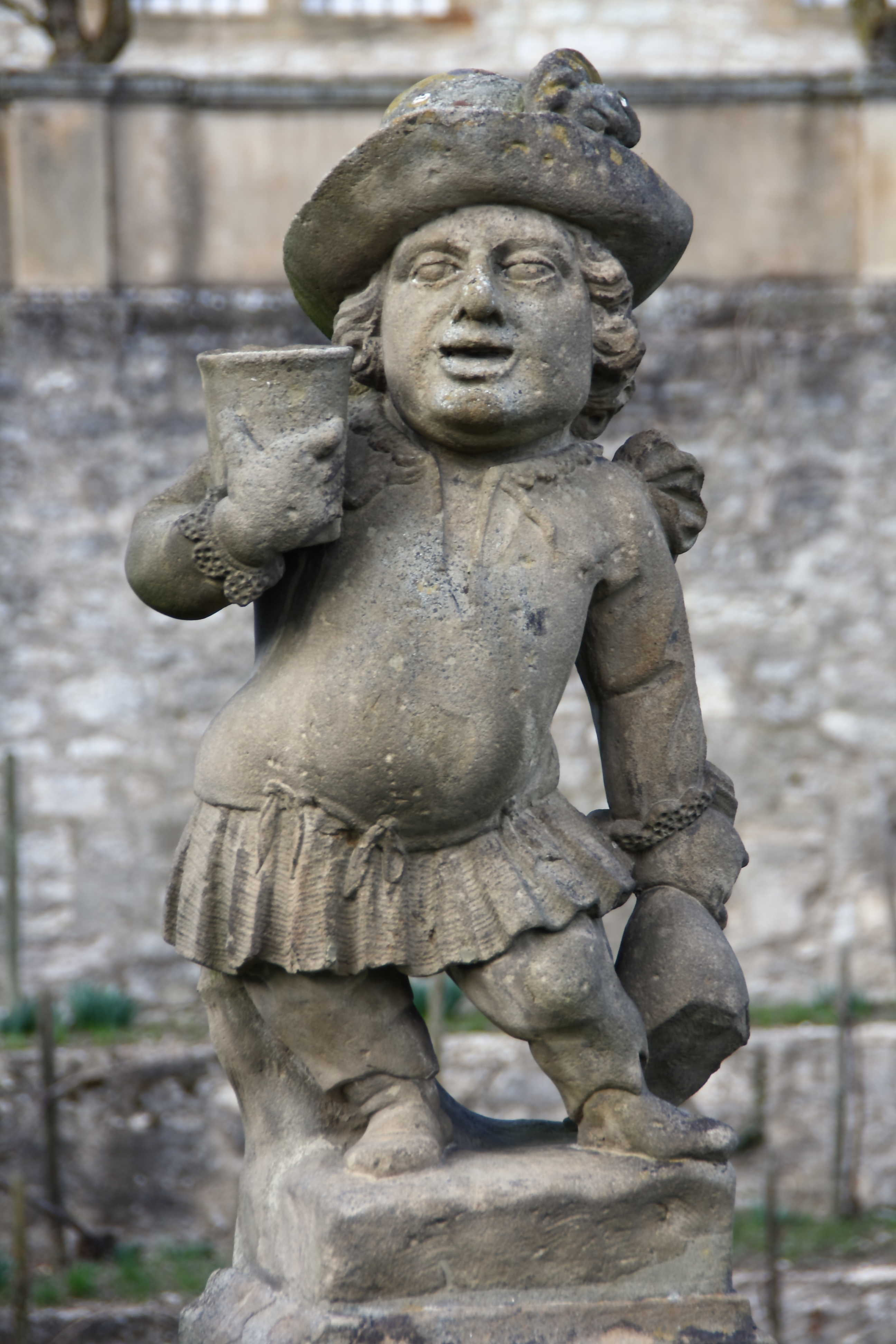
Der Küchen- und Kellermeister

Heinz Sausele wurde als Sohn einer alteingesessenen Weikersheimer Weingärtnersfamilie geboren und besuchte dort die Kinder- und Volksschule. Nach dem Besuch der Lehrerseminare in Tempelhof bei Crailsheim und Künzelsau war er zunächst „Lehrgehilfe“, danach „Unterlehrer“ in Ilshofen. Von 1892 bis 1927 unterrichtete Sausele  als Oberlehrer an der Volks- und Landwirtschaftsschule in Hall am Kocher, wo er die späteren Freilichtspiele Schwäbisch Hall mitbegründete. In seinen letzten Lebensjahren widmete sich Heinz Sausele verstärkt der Flurnamen-Forschung. Seine letzte größere Arbeit war die Flurnamensammlung der Stadt Hall.
Der Zwergengalerie Schloss Weikersheim widmete er einen Gedichtzyklus aus dem folgender Vers stammt:
DER KÜCHEN- und KELLERMEISTER
Er hieß des Hofes Küchenmeister
und hütete des Kellers Geister,
den Schinken links und rechts den Becher,
war er fürwahr ein froher Zecher,
dem alter Wein und junge Weiber
die allerliebsten Zeitvertreiber.
Heinz Sausele verfasste mehrere hundert Gedichte, zahlreiche Lieder und rund 20 Theaterstücke. Er veröffentlichte seine Werke ab den 1890er Jahren zuerst im Selbstverlag, wobei er mit seinen Gedichten „als gewitzter Mundartdichter mehr Anklang als mit seinen dramatischer Versuchen … [fand].“

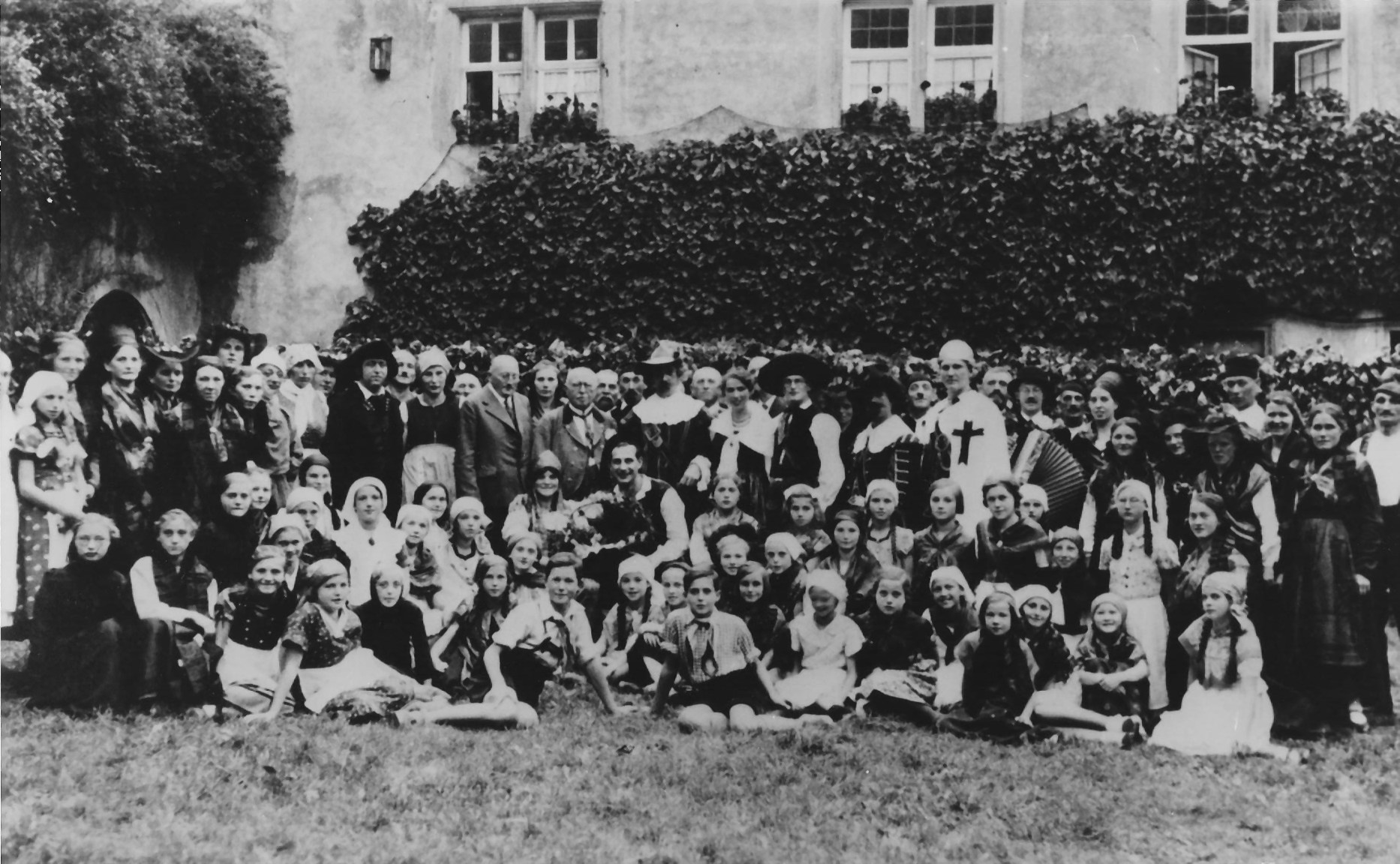
Das Ensemble des Stückes Die Rabichshofer, 1937

Seinem ersten 1913 aufgeführten Schauspiel Florian Geyer um die Gestalt des Anführers des Schwarzen Haufens zur Zeit des Bauernkriegs folgten andere Stücke, die sich mit historischen Ereignissen seiner Heimat befassten und hauptsächlich lokale Erfolge in der Reichsstadt Hall am Kocher feierten. Nur wenigen seiner Werke war ein überregionaler nennenswerter Erfolg beschieden. Zu sehr war er mit seinen überkommenen Stoffen aus der deutschen Geschichte dem Historismus verbunden, um auf den zeitgenössischen Bühnen erfolgreich zu sein. Sein letztes Drama Die Rabichshofer, das eine Episode aus dem Dreißigjährigen Krieg erzählt, war eine Auftragsarbeit des Weikersheimer Gemeinderats. Es wurde 1935 und 1937 erfolgreich anlässlich des traditionellen Volksfestes Weikersheimer Kärwe aufgeführt. Es endet mit den Worten „Heil! Deutschland! Heil!“ Die Erfüllung seines Menetekels aus dem „Heimatspiel“ „Überall in deutschen Gauen; Wüstenei und Todesgrauen. Zugeschüt’, vergift’ die Bronnen, Bauernhöf’ und Städt’ verbrennen.“ erlebte er durch seinen Tod 1938 in einem Haller Krankenhaus nicht mehr.

## Veröffentlichungen

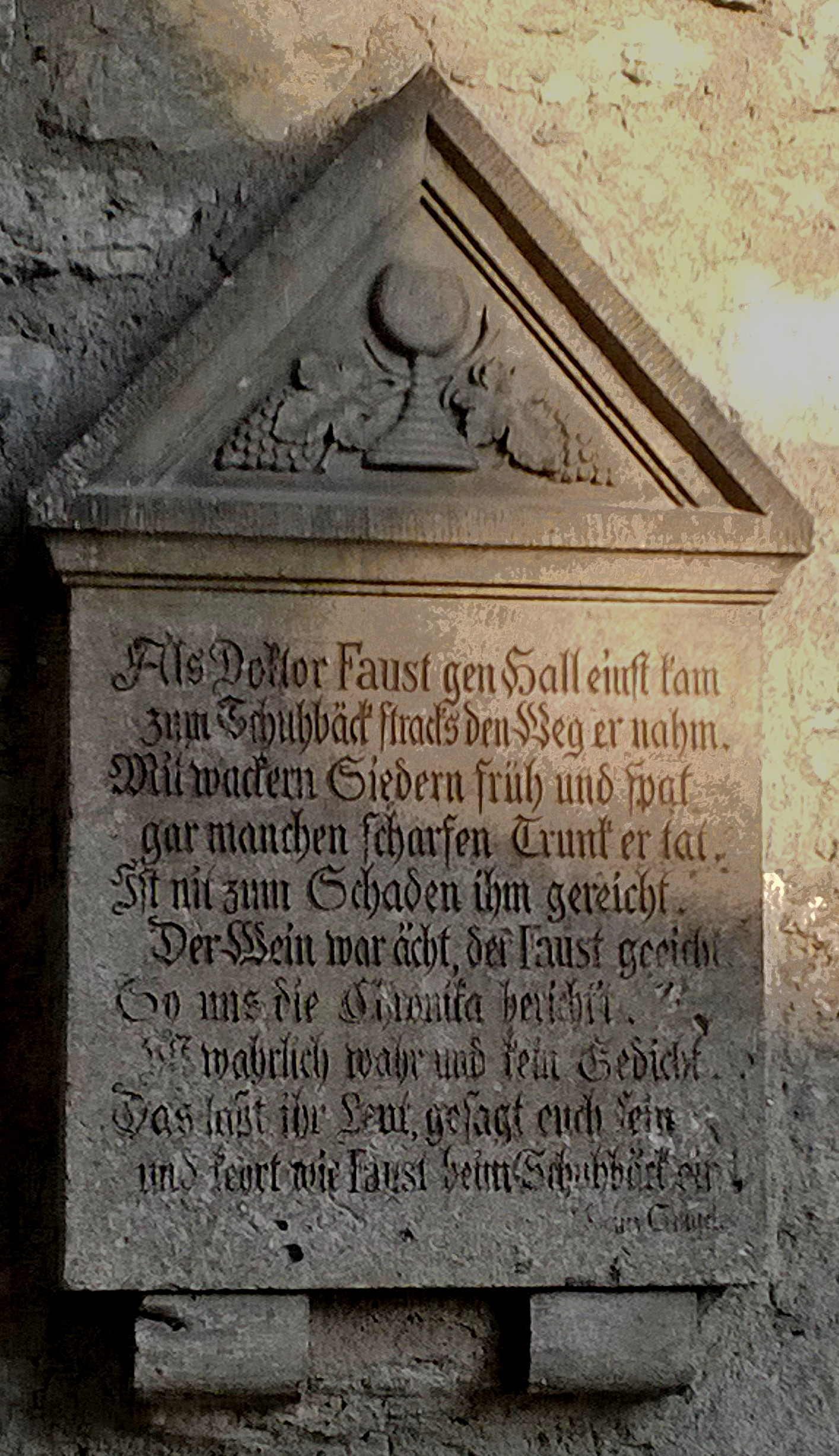
Gedicht von Heinz Sausele an der Traditionsgaststätte Schuhbäck in Schwäbisch Hall. Allerdings ist ein Aufenthalt des Doktor Faust dort nicht belegt.

### Von Heinz Sausele
- Walther, der Scholar. Ein Sang aus Franken. Selbstverlag, 1896.
- Durch finstre Tal: Nov. 1915. Kriegs-Lieder. Schwend, Schwäbisch Hall 1915.
- Sou sa’ mer! Gedichte in fränk. Mundart für fränk. Art. u. Kurzweil. Hohenlohe, Öhringen 1920.
- Hermann Büschler, Stättmeister. Schauspiel in 5 Aufzügen. E. Schwendsche Buchdruckerei, Schwäbisch Hall 1926.
- ’s Fischwasser. Lustspiel in 1 Aufzug. Hohenlohe’sche Buchhandlung F. Rau, Öhringen 1927.
- G’schmorgel und Grimbalich. Gedichte in fränk. Mundart f. Fränk. Art und Kurzweil. Hohenlohe´sche Buchhandlung F. Rau, Öhringen 1930.
- Die Rabichshofer. Ein Heimatspiel aus der Zeit des 30–jährigen Krieges. 1933
- Weikersheim an der Tauber. Führer durch Weikersheim. Verkehrs- und Verschönerungsverein, Weikersheim 1937 (gemeinsam mit Gustav Hahn).

### Über Heinz Sausele
- Helmut Herrmann: Heinz Sausele (1862-1938). Ein Heimatdichter zwischen Licht und Schatten. in: Jahrbuch des Historischen Vereins für Württembergisch Franken 1999, S. 391–403[2]